# VHS (programa de televisión)
VHS (Videos con Humerto Sichel), programa de documentales musicales chileno, conducido por Humberto Sichel y emitido por el canal Vía X.
VHS es un programa de música con microdocumentos que abarca la gran historia audiovisual de la música popular, centrado se desarrolló en los últimos acontecimientos del mundo de la música. Sobre toda la base de un fuerte contingente de actualidad en microdocumentos, videos y canciones, el ojo experto de Sichel aterriza sobre la actividad de los espectáculos con la música en Chile, se centra en los lanzamientos de discos importantes y exhibe, con conocimiento en causa, todos los mejores videos y microdocuentos de la historia, desde que el rock y el pop son tales.
Luego de unas semanas al aire fue reemplazado por los primeros capítulos de Ochentas, conducidos por Marisela Santibáñez. Hasta el momento no se ha dado ninguna declaración pública sobre la abrupta salida del aire del espacio.

## Horario
- Martes. 23.00 (estreno)
- Miércoles y viernes. 16.00 (repetición)
- Sábado 20.00 (repetición)

- Datos: Q2841338